# Clotilde Chivas-Baron
Clotilde-Thérèse Chivas, dite Chivas-Baron, née le 5 septembre 1876 à Paris 4e et morte le 23 décembre 1956 à Saint-Marcellin (Isère), est une conférencière, et femme de lettres française, spécialisée dans le roman colonial.

## Biographie
Clotilde Chivas-Baron  est la fille de Laurent Chivas, mercier, et de Thérèse Marion, modiste. Après une première union avec Pierre Élisée Bouzon, elle se remarie avec Jean Charles Michel dit Baron, architecte. En 1909, elle suit son mari en Indochine. En 1917, elle publie un premier ouvrage,  Contes et légendes de l'Annam, couronné par l'Académie française. De retour en France  en 1922, elle publie son premier roman, Trois femmes Annamites, inspiré de ces treize années passées dans les colonies et de sa profonde connaissance du pays. Cette deuxième publication lui vaudra une seconde récompense par l'Académie française.

## Autres activités
- Collaboration à diverses revues[2].
- Membre du Conseil d'administration de la Fédération Nationale de Radiodiffusion coloniale.
- Membre de la Commission des programmes appelée à contrôler la propagande française faite par la station coloniale de Pontoise.
- Directrice de l' heure coloniale féminine radiodiffusée.
- Membre du Comité des Écrivains coloniaux.
- Membre du Comité directeur des Français d'Asie.
- Fondatrice et secrétaire générale de l' Entr'aide Coloniale Féminine[5].

## Prix et distinctions
- Prix Montyon, pour Contes et légendes de l'Annam (1918)
- Prix de Jouy, pour Trois femmes Annamites (1923)
- Grand Prix de littérature coloniale (1927)[6].
- Chevalier de la Légion d'honneur (1932)[2]

## Œuvres
- Contes et légendes de l'Annam, Éd. Challamel, 1917.
- Trois femmes Annamites, Éd. Fasquelle, 1922.
- La simple histoire des Gaudraix, Flammarion, 1923.
- Folie exotique, Flammarion, 1924
- Confidense se métisse, Éd. Fasquelle, 1927.
- La Femme française aux colonies, Éd. Larose, 1929.
- Côte d'Ivoire, Éd. Larose, 1939.